# ناجية ثامر
ناجية ثامر هي كاتبة مقالات وقصص وأبحاث، وُلدت في دمشق عام 1926، وتلقت تعليمها الابتدائي بين مدينتي بعلبك في لبنان ومدينة دمشق، أما تعليمها الثانوي فكان في مدينة دمشق، وبعد زواجها استقرت في تونس، حيثُ عملت في الإذاعة التونسية، وتُوفيت في تونس عام 1988.
كانت ناجية عضو في الاتحاد النسائي التونسي وفي اتحاد الكتاب التونسيين وفي جمعية حقوق المؤلفين التونسيين.

## المؤلفات
عملت ناجية على تأليف عدد من الكُتب والقصص والمجموعات القصصية للأطفال، ومِنها:
- الكُتب:
  - المرأة والحياة (1956).
  - أسماء بنت أسد بن الفرات (1977).
- القصص:
  - عدالة السماء (1956).
  - أردنا الحياة (1956).
  - سمر وعبر (1972).
  - التجاعيد (1978)
  - لها مجموعة قصصية للأطفال بِعنوان "حكايات جدتي: (1973).